# 篠山站
篠山站（日语：／ Sasayama eki */?）是位於兵庫縣多紀郡丹南町（現時：丹波篠山市北），日本國有鐵道（國鐵）篠山線的鐵路車站（廢站）。

## 歷史
現時福知山線的前身阪鶴鉄道阪鶴鐵道在建設鐵路當初曾計劃途經篠山町（現時：丹波篠山市）市中心，但是由於這樣會十分繞路，因此第一代篠山站便設於篠山町外的丹南町。
後來篠山線開通時，於篠山町中心設置了此站，此站為第二代的篠山站，而福知山線篠山站（第一代）同日改名為篠山口站。
但是，由於此站位於篠山町中心南邊的城南村北部（後來變為丹南町），使車站使用人次較少，以致篠山線被廢除。在此站廢除後，篠山口站沒有改回篠山站。

### 年表
- 1944年（昭和19年）3月21日：車站啟用[2]。而國鐵福知山線篠山站（第一代）改名為篠山口站。
- 1958年（昭和33年）11月1日：車站職員繼續在站內當值，但是售票、檢票和收票是由車長負責[3]。
- 1972年（昭和47年）3月1日：篠山線全線廢除，此站也被廢除[4]。

## 車站周邊
車站和路軌遺址變為兵庫縣道306號池上杉線、丹南教職員住宅和物料儲存區。此站遺址實際是在兵庫縣道49號三田篠山線與兵庫縣道306號路口東邊。
- 丹波篠山市消防總部（日语：丹波篠山市消防本部）
- 監物橋
- 篠山川（日语：篠山川）

## 相鄰車站
日本國有鐵道
篠山線
篠山口－篠山－八上

## 注腳
1. ↑  篠山町75年史｜交通・通信 （页面存档备份，存于）（日語） - 篠山市
2. ↑  「運輸通信省告示第78号」《官報》1944年3月20日 - 國立國會圖書館數碼化收藏
3. ↑  . 鐵道公報 (日本國有鐵道總裁室文書課). 1958-10-29: 7 （日语）.
4. ↑  1972年（昭和47年）2月1日日本國有鐵道公示第547號「運輸営業の廃止の件」

## 相關項目
- 日本鐵路車站列表 Sa
- 篠山町站（日语：篠山町駅） - 位於丹南町中心的篠山鐵道（日语：篠山鉄道）車站。在國鐵篠山線開通時該站被廢除。